# علج علي باشا
عِلْج عَلِيّ بَاشَا أو قلج علي باشا واسمه الأصلي " جيوفاني ديونيدجي غالليني (1519 - 21 يونيو 1587)
من رجال البحر العثمانيين من أصلِ إيطاليِ، اعتنق الإسلام وأصبحَ من رياس البحر العثمانيين ثم قبطان بحرى للأسطولِ العُثمانيِ في القرن السادس عشرِ.
عُرِفَ أيضاً بعِدّة أسماء أخرى في البلدانِ المسيحيةِ المطلة على البحر الأبيض المتوسط، كما ظهر في الأدبِ أيضاً تحت أسماءِ مُخْتَلِفةِ.
فقد عرفً في إيطاليا تحت اسم Occhiali ، ودعاه ميجيل دي سرفانتس Uchali في روايته دون كيشوت.
كما سماه جون ولف في كتابه «الساحل البربرى» Ali Euldj

## النشأة
ولد اولوج على لاحد رجال البحر الإيطاليين بمدينة كالابريا بجنوب إيطاليا، كانت رغبة والده ان يتلقى تعليما دينيا ولكنه أسر في العام 1536
على يد «على أحمد» أحد رجال خير الدين بارباروسا حيث عمل مجدفا على ظهرأحد القوادس.
بعد اعتناقه الإسلام وباعتباره من رجال البحر المهرة ترقى اولوج على في الرتبة وبحصوله على المزيد من الغنائم أصبح شريكا في سفينة من سفن الجهاد في الجزائر
وفي وقت لاحق وباعتباره من أشجع رياس البحر انضم اولوج على إلى طورغود باشا الذي كان يبث الرعب في قلوب البلدان المسيحية المطلة على البحر المتوسط والذي كان أيضا حاكما لـ طرابلس الغرب.
أعجب أمير البحر بيالى باشا بالنجاحات التي حققها اولوج على فتم تسليمه حكم جزيرة ساموس في بحر ايجة في العام 1550
وفي العام 1565 تم تعيينه حاكما عاما لمدينة الإسكندرية، وفي نفس العام انضم إلى الأسطول العثمانى المصري المحاصر لـ مالطا.
وبعد مقتل طورغود باشا اثناء الحصار تم تعيينه خلفا له في حكم طرابلس الغرب حيث حمل جثمان طورغود وقام بدفنه في طرابلس حيث تم تثبيته حاكما عليها بقرار من السلطان سليمان القانوني. حيث قام في الأعوام اللاحقة بعديد الغارات على سواحل صقلية – كالابريا.

## حصار مالطا
في عام 1565م رافق قلج علي معلمه طرغود باشا في حملة الأسطول العثماني على مالطا، ولقد أبلى فيها قلج علي بلاء حسنا حتى نهايتها، فلما مات طرغود باشا عاد قلج علي بجثمانه إلى طرابلس الغرب ودفنه هناك في قبره المعروف حتى الآن وتولى إمرة طرابلس لمدة خمسة شهور حتى أتى الوالي الجديد (يحيى رئيس) فتولى زمام الأمور.

## معركة ليبانت
شارك علي باشا في معركة ليبانتو كقائدٍ للميسرة على رأس الأسطول الجزائري، وكان على خلافٍ منذ البدء مع مؤذنزاده علي باشا القائد العام للأسطول، ذلك أن مؤذنزاده علي باشا لم يك قائداً بحرياً وإنما قائداً برياً فأصر على اتباع خطةٍ رآها أولوج علي خاطئةً من الناحية التكتيكية.

معركة ليبانت, 1571.

خلال المعركة، وعلى الرغم من الهزيمة تمكن أولوج علي من الحفاظ على جناحه وقابل أسطول فرسان مالطا في مواجهته فهزمه شر هزيمةٍ ودمره، لكنه اضطر للانسحاب بعدما وجد أنه لايمكنه ععل شيءٍ عقب خسارة الجناح الأيمن والقلب المعركة ومقتل مؤذنزاده علي باشا. عاد أولوج علي لاسطنبول ومثل بين يدي السلطان سليم الثاني الذي لقبه '''قلج علي''' وتعني «لسيف» Kılıç Ali ورقاه قائداً للبحرية العثمانية، وهو المنصب الذي احتفظ به 16 عاماً حتى وفاته.
وخلال تلك الفترة حقق العديد من النجاحات، قصف موانئ جنوب إيطاليا، قصف كريت وهمّ بتحقيق إنزالٍ عليها واحتلالها لكن حال الصلح بين الدولة العثمانية والبندقية دون ذلك، وكاد أن يواجه دون جوان القائد الإسباني الذي انتصر في ليبانتو لكن دون جوان فر من أمامه.

## قلج علي بكلربك الجزائر
تشير بعض المراجع إلى أن (قلج علي) تولى منصب بكلربك الجزائر في عام (1565م) ولكن المشهور انه تولى هذا المنصب في يوليو (1568م) على إثر اصدر السلطان العثماني سليم الثاني فرمانا يقضي بتعيين (قلج علي) بكلربك إفريقية.
عند تولي (قلج علي) لهذا المنصب وضع نصب عينيه العديد من المهام والأهداف، وكان من أهمها عنده تصفية بقايا الجيوب الأسبانية في الشمال الإفريقي، وضم المغرب للراية العثمانية أو التحالف والتعاون المشترك بينهما، ومن ثم استرداد الأندلس.
ساهم في استتباب الأمن في البلاد وزادت رفاهيتها في عهده نتيجة القرصنة كما اهتم بمساعدة الأندلسيين المسلمين ونقل إليهم السلاح والمدد كما إهتم بجلب المهاجرين منهم نحو سواحل الدولة العثمانية.

## معرض صور

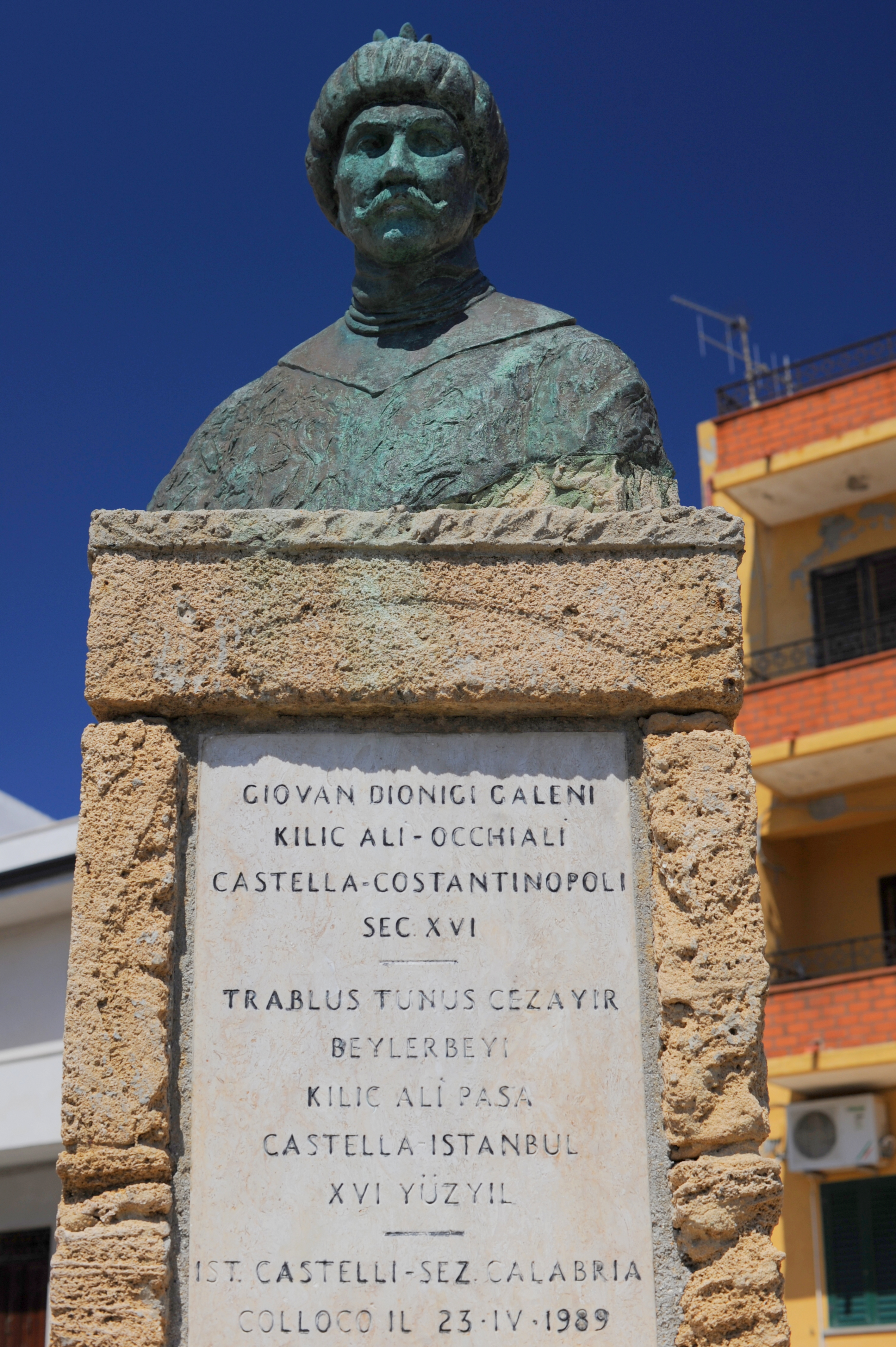
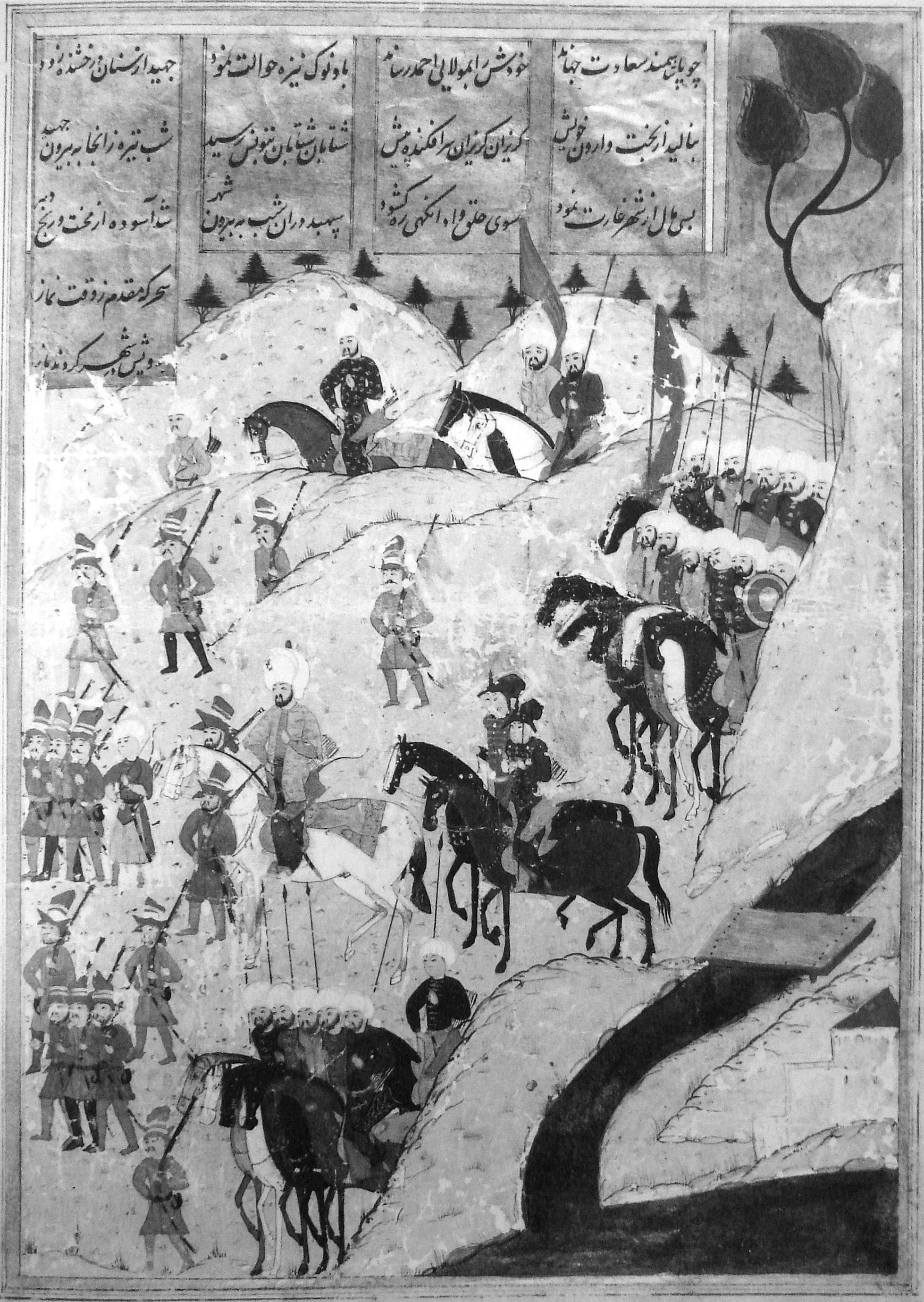
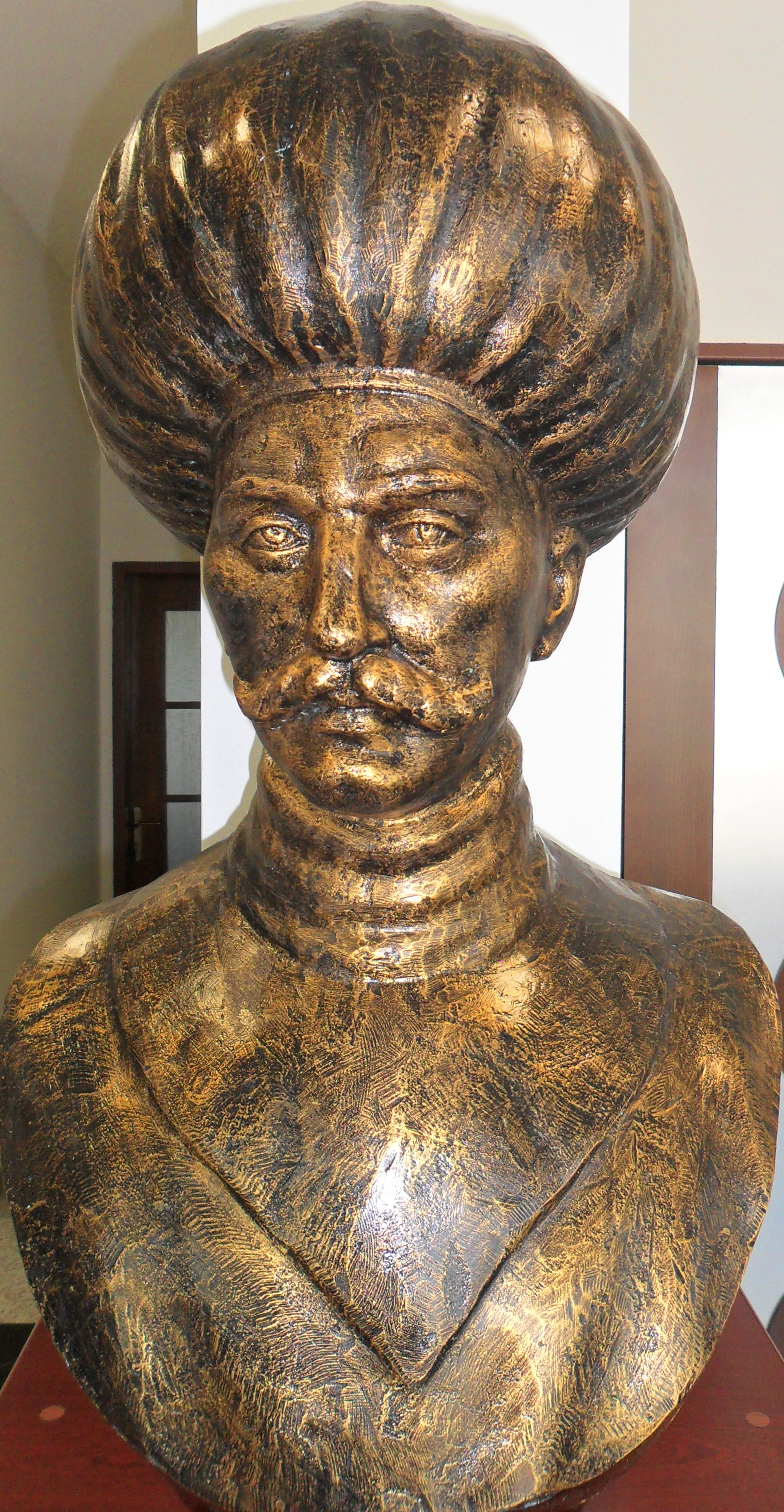

## أنظر أيضا
- قائمة قباطين البحر العثمانيين.